# 武藤淳
武藤 淳（むとう じゅん）は、TBSテレビコンテンツ制作局ドラマ制作部の演出家・プロデューサー。

## 来歴・人物
入社時は、TBSエンタテインメント所属。2015年、制作局制作2部に異動。
2019年7月には子会社、TBSスパークルエンタテインメント本部に出向。2021年4月にはTBSテレビに戻り、コンテンツ制作局ドラマ制作部に復帰し、現職となる。

## 作品

### ドラマ制作部時代

#### テレビドラマ
- 恋する日曜日 セカンドシリーズ「夏の記憶」（2005年）
- ブラザー☆ビート（2005年）
- クロサギ（2006年）
- タイヨウのうた（2006年）
- 恋する日曜日 ニュータイプ（2006年）
- 花より男子2（2007年）
- 恋する日曜日 第3シリーズ「おにぃの恋」（2007年）
- ジョシデカ!-女子刑事-（2007年）
- エジソンの母（2008年）
- ROOKIES（2008年）
- 本日も晴れ。異状なし（2009年）
- こちら葛飾区亀有公園前派出所（2009年）
- GM〜踊れドクター（2010年）
- ケータイ刑事 銭形結（2010年）
- 生まれる。（2011年）
- 華和家の四姉妹（2011年）
- mooncake（2011年）
- 放課後はミステリーとともに（2012年）
- ハンチョウ〜警視庁安積班〜　シリーズ5（2012年）
- ビギナーズ!（2012年）
- ハンチョウ〜警視庁安積班〜　シリーズ6（2013年）
- The Partner 〜愛しき百年の友へ〜（2013年）
- クロコーチ（2013年）
- TOKYO MER〜走る緊急救命室〜（2021年）
- 就活タイムカプセル（2022年）
- Get Ready!（2023年）
- ブラックペアン シーズン2（2024年）

#### 映画
- 夏の記憶（2005年）

#### 舞台
- 恋するハローキティ（2009年）
- 絢爛とか爛漫とか（2010年）

#### 携帯ドラマ
- 5年後のラブレター（BeeTV、2010年）
- 女神のイタズラ〜キミになったボク〜（BeeTV、2011年）

### 制作2部時代

#### バラエティ
- 爆報! THE フライデー（2015年 - 2019年6月）
- NEWSな2人（2016年 - 2019年6月）
- サンデージャポン（2017年4月 - 5月7日、協力プロデューサー）

### TBSスパークル時代

#### テレビドラマ
- 実録ドラマ 3つの取調室 〜埼玉愛犬家連続殺人事件〜（フジテレビ、2020年10月）

#### 舞台
- 女生徒〜さよなら、モラトリアム～（2019年1月 下北沢OFF・OFFシアター）
- その場忍びの茨城スッパーズ（2019年7月 劇場MOMO）
- Three Rage（2019年8月 CBGKシブゲキ!!）
- LIFE RESET?（2020年1月 赤坂RED/THEATER）